# Karolina Gąsecka

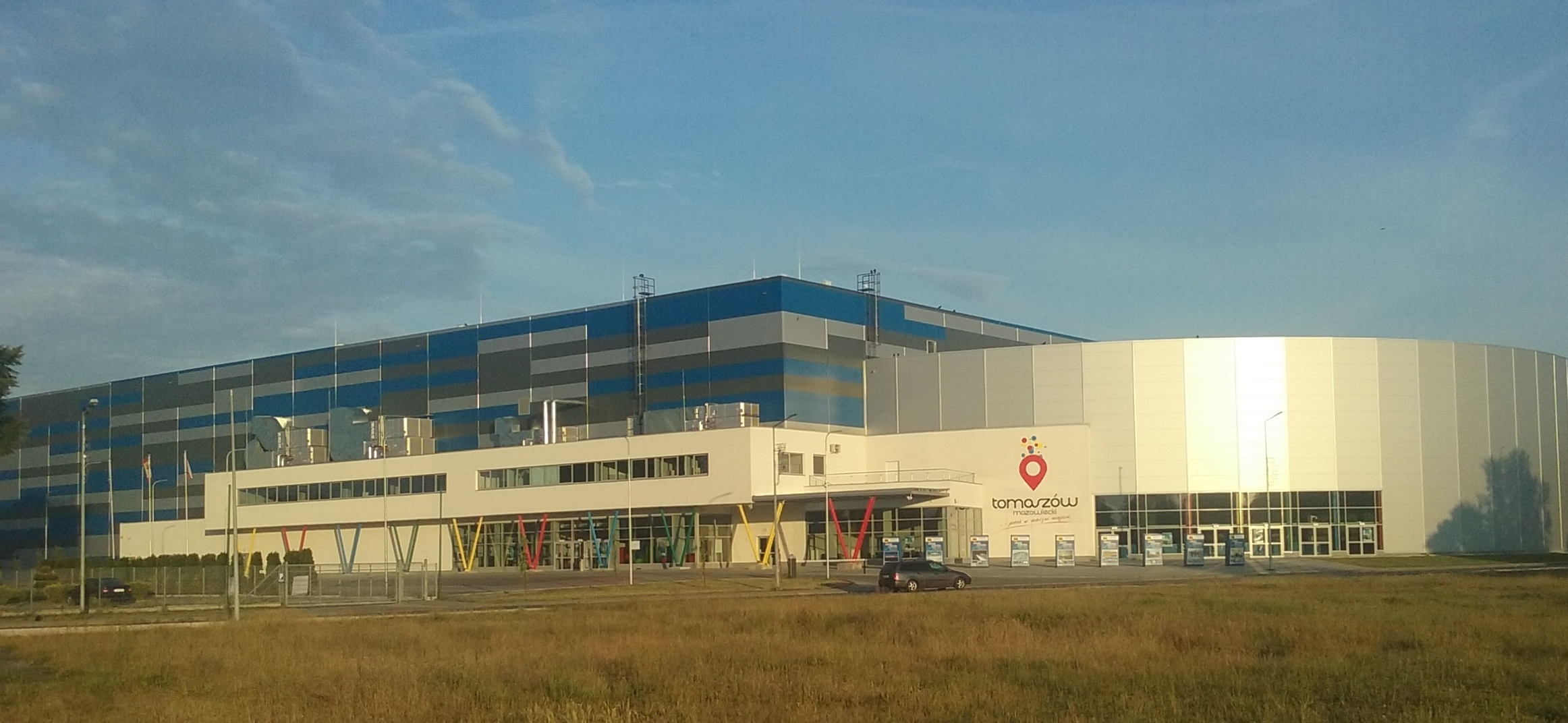
Arena Lodowa Tomaszów Mazowiecki, obiekt na którym trenuje Karolina Gąsecka

Karolina Gąsecka (ur. 20 sierpnia 1999) – polska łyżwiarka szybka. Srebrna medalistka Zimowych Igrzysk Olimpijskich Młodzieży 2016 w sprincie drużynowym zespołów mieszanych i brązowa medalistka Mistrzostw Świata Juniorów w Łyżwiarstwie Szybkim 2018 w sprincie drużynowym.

## Życiorys
Gąsecka zaczęła uprawiać łyżwiarstwo szybkie w 2008 roku. W grudniu tego samego roku po raz pierwszy w karierze wystartowała w oficjalnych zawodach w tej dyscyplinie sportu. Jest wielokrotną medalistką mistrzostw Polski juniorów.
W sezonie 2014/2015 zadebiutowała w Pucharze Świata Juniorów w łyżwiarstwie szybkim. Jej najlepszym wynikiem w tym cyklu jest 3. pozycja w sprincie drużynowym, którą zajęła z polskim zespołem w grudniu 2014 roku w Mińsku. Z kolei indywidualnie w Pucharze Świata Juniorów najwyżej uplasowała się w lutym 2015 roku w Warszawie, gdzie zajęła 6. miejsce w biegu na 3000 metrów.
W 2015 roku wystartowała w Mistrzostwach Świata Juniorów w Łyżwiarstwie Szybkim 2015, gdzie indywidualnie zajmowała miejsca: 13. (wielobój), 15. (3000 m), 17. (1000 m), 21. (1500 m) i 29. (500 m), a w biegu drużynowym uplasowała się na 4. pozycji. 21 marca 2015 roku w Calgary z czasem 7:40,81 ustanowiła rekord Polski juniorów w biegu na 5000 metrów.
W 2016 roku wzięła udział w Zimowych Igrzyskach Olimpijskich Młodzieży 2016, gdzie indywidualnie zajęła 18. pozycję w biegu na 500 metrów i 9. miejsce w biegu na 1500 metrów. W sprincie drużynowym zespołów mieszanych zajęła z kolei 2. pozycję, stając się tym samym pierwszą Polką w historii, która zdobyła medal zimowych igrzysk olimpijskich młodzieży. W tym samym roku wzięła także udział w Mistrzostwach Świata Juniorów w Łyżwiarstwie Szybkim 2016, gdzie indywidualnie zajmowała miejsca: 22. (3000 m), 23. (wielobój), 32. (1500 m), 37. (1000 m) i 44. (500 m), a w biegu drużynowym uplasowała się na 7. pozycji.

## Rekordy życiowe
- 500 metrów – 40,29 (9 listopada 2019, Tomaszów Mazowiecki)[4],
- 1000 metrów – 1:18,42 (18 października 2019, Inzell)[4],
- 1500 metrów – 2:00,47 (13 października 2019, Inzell)[4],
- 3000 metrów – 4:14,28 (14 grudnia 2019, Nagano)[4],
- 5000 metrów – 7:25,64 (6 grudnia 2019, Nur-Sułtan)[4],
- 10 000 metrów – 16:27,45 (11 listopada 2018 Tomaszów Mazowiecki) – rekord Polski[4].